# Annett Witte

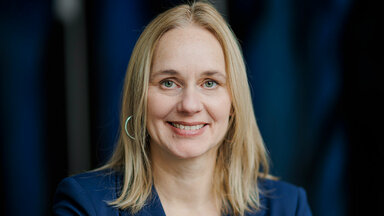
Annett Witte, 2023

Annett Witte (* 26. September 1972 in Dessau) ist eine deutsche Politikerin (FDP). Seit 2021 ist sie Hauptgeschäftsführerin der Friedrich-Naumann-Stiftung für die Freiheit.

## Leben
Witte legte 1991 in ihrer Geburtsstadt Dessau das Abitur ab. Daraufhin begann sie ein Studium der Meteorologie an der Freien Universität Berlin, das sie später zugunsten eines Studiums der Rechtswissenschaft abbrach. 1996 legte sie das erste, 2000 das zweite Staatsexamen ab. Bis 2001 war sie als wissenschaftliche Mitarbeiterin am Lehrstuhl von Markus Heintzen tätig. Ab 2001 war sie Mitarbeiterin in der Verwaltung des Deutschen Bundestages, von 2002 bis 2010 als persönliche Referentin des Bundestagsvizepräsidenten Hermann Otto Solms. Von 2010 bis 2011 war sie Leiterin der Vertretung des Freistaates Sachsen beim Bund. Von 2011 bis 2013 war sie für die FDP-Bundestagsfraktion tätig. Von 2013 bis 2015 war sie Referatsleiterin beim Wehrbeauftragten des Bundestages. Seit 2015 ist sie für die Friedrich-Naumann-Stiftung für die Freiheit tätig. Von 2015 bis zum September 2021 leitete sie das Liberale Institut der Stiftung.
Seit dem 10. Dezember 2021 ist Witte als Nachfolgerin von Steffen Saebisch Hauptgeschäftsführerin der Friedrich-Naumann-Stiftung für die Freiheit (FNF). In dieser Funktion ist sie auch beratendes Mitglied des FDP-Bundesvorstands.